# Lundbeck
H. Lundbeck — данська фармацевтична компанія. Штаб-квартира розташована в Копенгагені. Спеціалізується на ліках, застосовуваних при нервових розладах (антидепресанти, антипсихотики).

## Історія
Компанію-посередник у торгівлі різноманітними товарами заснував 1915 року Ганс Лундбек (Hans Lundbeck). Від 1924 року, з появою в компанії Едуарда Гольдшмідта, все більше місце в номенклатурі товарів компанії почали займати медикаменти, а в 1930-х роках Lundbeck почала власне виробництво ліків. У роки Другої світової війни компанія продовжувала працювати і навіть відкрила першу зарубіжну філію (у Швеції) й випустила перший успішний препарат Lucosil. Після закінчення війни компанія придбала патент на опіоїдний анальгетик кетобемідон (він був розроблений у Німеччині 1942 року, патент на нього став частиною контрибуцій). 1954 року створено Фонд Лундбек, який зберігає за собою контрольний пакет акцій компанії. 1958 року випущено перший антипсихотик компанії Труксал (хлорпротиксен). До середини 1960-х років три чверті виторгу компанії припадало на зарубіжні ринки. У 1989 року на ринок випущено антидепресант ципраміл (циталопрам), який став основним джерелом виручки для компанії. Наприкінці 1990-х років почалися продажі антипсихотика сердолект (сертіндол). 1999 року компанія стала публічною, розмістивши чверть акцій на Копенгагенській фондовій біржі (решта залишилися у фонду).
2019 року куплено компанію Alder BioPharmaceuticals зі штаб-квартирою в Ботеллі (штат Вашингтон, США); сума угоди склала 1,95 млрд доларів.

## Діяльність
Географічний розподіл виручки за 2021 рік:
- Північна Америка — 8,25 млрд крон;
- Європа — 3,50 млрд крон;
- інші регіони — КНР, Японія, Республіка Корея, Австралія, Бразилія — 4,16 млрд крон.

Основні препарати за обсягом продажів 2021 року:
- Brintellix/Trintellix (вортіоксетин) — антидепресант, 3,53 млрд крон;
- Rexulti/Rxulti (брекспіпразол) — атиповий антипсихотик, 2,85 млрд крон;
- Abilify Maintena (арипіпразол) — атиповий антипсихотик, 2,42 млрд крон;
- Cipralex/Lexapro (есциталопрам) — антидепресант, 2,35 млрд крон.